# Csertalakos
Csertalakos je obec, která leží v okresu Zalaegerszeg, v župě Zala v Maďarsku. V lednu 2014 zde žilo 27 obyvatel.

## Poloha
Obec se rozkládá jihozápadně od centra župy Zala na kopci v nadmořské výšce zhruba 188 m. Při západním okraji obce protéká říčka Cserta. Rozloha obce je 1,99 km2. Od okresního města je vzdálena zhruba 25 km, avšak od sousedního okresního města Lenti zhruba jen 15 km.

## Historie
První písemná zmínka o obci pochází z 1353. V této době byla majitelem rodina Rezneki, a později Egerváriaké. Během turecké okupace byla obec opuštěna a později okolo roku 1773 se zde usadili noví obyvatelé, kteří byli nazýváni Cserta. Po vyhnání Turků byla obec součástí panství Esterházyů. Noví obyvatelé byli osm let osvobození od daní (ale museli platit desátky).

## Zajímavosti
Nedaleko od obce je postavena rozhledna.